# Geoffrey de Mandeville, I conte di Essex
Geoffrey de Mandeville, I conte di Essex (1092 circa – settembre 1144), fu uno dei nobili più preminenti durante il regno di Stefano d'Inghilterra.

## Nobile infedele o ambito?
Geoffrey de Mandeville nacque presumibilmente attorno al 1092 da William de Mandeville (morto prima del 1130) e Marguerite de Rie, figlia a sua volte del nobile normanno Eudo Dapifer. Geoffrey succedette agli incarichi e titoli paterni alla sua morte avvenuta attorno al 1130 o, dapprima, fino al 1016. Una porzione notevole dei beni di famiglia nell'Essex erano in mano alla corona, suo padre aveva infatti contratto ingenti debiti con il re dovuti in parte a una multa piuttosto corposa inflitta a suo padre da Enrico I d'Inghilterra. Tale ammenda fu comminata quando dalla Torre di Londra scapparono dei prigionieri nel periodo in cui William ne era responsabile. Nelle mani del re erano anche le proprietà del nonno materno, proprietà che Geoffrey provvide a reclamare.
Gli obiettivi di Geoffrey pare fossero il recuperare le terre di famiglia e il succedere al padre nei propri incarichi cose in cui riuscì durante i violenti giri di giostra che portarono all'alternarsi di Stefano d'Inghilterra e Matilde d'Inghilterra dopo la morte di Enrico I avvenuta nel 1135 e che portarono allo scoppio dell'anarchia inglese.
All'inizio Geoffrey supportò Stefano che, attorno al 1140, lo creò Conte di Essex ed entro l'anno dopo riprese possesso dei manieri che aveva in quella regione. Quando la fortuna girò di nuovo, sempre in quell'anno, Matilde lo nominò Conestabile della Torre di Londra e in quegli anni fondò l'abbazia di Walden costruendo un castello nelle vicinanze.
Geoffrey contribuì anche alla creazione del priorato di Hurley, nel Berkshire, la cui costruzione era iniziata per volere di suo nonno Geoffrey de Mandeville (morto 1100 circa).
Quando nel 1141 Stefano venne catturato a Lincoln egli, come molti altri baroni, riconobbe la sovranità di Matilde che, appunto, lo nominò conestabile, gli condonò i debiti del padre, gli ridiede le terre del nonno in Normandia e lo nominò High Sheriff di diverse contee. Quando però nel mese di dicembre Stefano si liberò e tornò al potere Geoffrey tornò di nuovo dalla sua parte. Nel corso dei secoli si è molto dibattuto sulla tempistica dei documenti che gli diedero onori e titoli, infatti l'ordine temporale in cui questi vennero redatti danno due ritratti diversi. In un caso emerge un uomo che cercò di mettere i due rivali l'uno contro l'altro per ottenere vantaggi personali nell'altro di un uomo corteggiato da entrambi i contendenti per avere il suo supporto.
Geoffrey venne arrestato nel 1143 e, sotto la minaccia della pena di morte, cedette a Stefano l'incarico di Conestabile così come i castelli di Pleshey e di Walden, in risposta, comunque, Geoffrey si ribellò contro il re.
Per un anno intero egli rimase alla macchia come un bandito usando l'Isola di Ely e l'Abbazia di Ramsey come quartier generale, Stefano lo cinse quindi d'assedio e Geoffrey morì nel settembre 1144 per un colpo di freccia. Poiché morì in stato di scomunica gli venne negata la sepoltura. Preso in carico dai Cavalieri templari venne da loro sepolto presso la Chiesa del Tempio di Londra. Suo figlio fece costruire una lapide da porre sul pavimento visibile ancora oggi.
Geoffrey si sposò con Rohese de Vere (1100circa-1070 o dopo) da cui ebbe:
- Geoffrey de Mandeville, II conte di Essex (morto 1166)
- William de Mandeville, III conte di Essex (morto 14 novembre 1189)
- Robert de Mandeville (morto prima del 1189)
- Arnulf de Mandeville, figlio illegittimo, supportò il padre nella propria ribellione e venne esiliato poco prima della sua morte. Fu richiamato in patria da Enrico II d'Inghilterra.